# Бирлик (Кармакшинский район)
Бирлик (каз. Бірлік) — упразднённое село в Кармакшинском районе Кызылординской области Казахстана. Упразднено в 2018 г. Входило в состав 3 интернационального сельского округа. Код КАТО — 434665200.

## Население
В 1999 году население села составляло 132 человека (73 мужчины и 59 женщин). По данным 2009 года, в селе не было постоянного населения.